# Алвару I (маніконго)
Алвару I (порт. Alvaro I) або Німі-а-Лукені луа Мвемба (кон. Nimi a Lukeni lua Mvemba; 1537 — 6 березня 1587) — тринадцятий маніконго центральноафриканського королівства Конго.

## Біографія
Батьком Алвару був невідомий конголезький дворянин, після смерті якого мати майбутнього короля стала дружиною маніконго Енріке I. Коли ж останній загинув у битві біля східних кордонів своїх володінь, Алвару почав правити королівством. За свідченням Дуарте Лопеса, посла Конго в Римі (1584—1588), Алвару зійшов на престол за загальною згодою знаті. Натомість, цілком імовірно, що були й інші претенденти на трон, а деякі дослідники, зокрема Франсуа Бонтінк, вважають, що Алвару слід розглядати як узурпатора. Вторгнення ж народу ́яка, що почалось невдовзі після смерті Енріке I, можна розцінити як протест проти такої узурпації, хоч більшість науковців вважають сумнівним зв'язок між вторгненням і династичною кризою в королівстві Конго.
Тим часом ́яка створили головну загрозу володарюванню Алвару, через що тому довелось залишити столицю та відступити на острів посеред річки Конго. Після того він попрохав про допомогу в Португалії в боротьбі проти яка та відновлення його королівської влади. Португальці відгукнулись, відрядивши експедицію з 600 вояків, передусім з колонії Сан-Томе, під командуванням Франсішку де Гувея Соттомайора. Останній мав інструкції щодо відновлення впливу на португальську громаду в Конго, який було нівельовано попередниками Алвару. Для цього Гувей Соттомайор мав збудувати форт «для захисту португальців». Однак португальська експедиція наштовхнулась на протидію самої португальської громади, духовним лідером якої був проповідник Франсішку Барбуда.
Алвару дозволив португальській громаді оселитись у Луанді, а 1575 року, після прибуття туди військовиків на чолі з Паулу Діашем де Новаїшем, було створено колонію Ангола. Алвару намагався зняти потенційну загрозу своєму суверенітету, 1577 року надіславши військову допомогу де Новаїшу для боротьби проти королівства Ндонґо. Втім місія провалилась — конголезьке військо не змогло переправитись через річку Бенґо.
Алвару I прагнув європеїзації своєї країни. Зокрема він перейменував свою столицю на Сан-Сальвадор. Також він доклав зусиль, щоб у Конго з’явився єпископ, призначений папою, втім це відбулось уже за правління його спадкоємця, Алвару II.